# John Bennett (hokej na travi)
John Hadfield Bennett (Chorlton, Lancashire, Engleska, 11. kolovoza 1885. — 25. svibnja 1973.) bio je engleski hokejaš na travi.
Osvojio je zlatno odličje na hokejaškom turniru na Olimpijskim igrama 1920. u Antwerpenu (Anversu) igrajući za Ujedinjeno Kraljevstvo. 

## Vanjske poveznice
- Profil na Database Olympics